# Adalbert Mayer
Adalbert Mayer (* 11. Mai 1934 in Dinkelscherben; † 26. April 2023) war ein deutscher Geistlicher und Kirchenrechtler.

## Leben
Er wurde im Collegium Georgianum in München ausgebildet. Eine Woche nach der Priesterweihe am 22. Juli 1962 in der Ludwigskirche feierte er Primiz in Häder (Dinkelscherben). Zwei Jahre lang war er Kaplan in Augsburg. Er wurde dann für das Studium des Kirchenrechts in München freigestellt, wo er auch wissenschaftlicher Assistent war. Der Augsburger Diözesanpriester lehrte seit seiner 1974 am Kanonistischen Institut der Universität München erfolgten Promotion als Dozent und seit 1981 bis zum Ende des Sommersemesters 2002 als Professor an der PTH Benediktbeuern. Ab 1972 war er Pfarrvikar, von 1974 bis 2007 Pfarrer von Wessobrunn, dessen Ehrenbürger er seit 1984 war. Er wirkte in der Rolle als Priester in einer Folge von Um Himmels Willen und dem Film So weit die Füße tragen mit.
Nach seinem Eintritt in den Ruhestand zog er nach Weilheim, wo er sich weiterhin priesterlich engagierte.

## Schriften (Auswahl)
- Triebkräfte und Grundlinien der Entstehung des Mess-Stipendiums (= Münchener Theologische Studien. Kanonistische Abteilung. Band 34). Eos-Verlag, St. Ottilien 1976, ISBN 3-88096-334-7, (zugleich Dissertation, München 1974).
- Maria – Mutter der Schönen Liebe in Wessobrunn. Wessobrunn 1995, OCLC 164919512.
- (Übersetzung aus dem Lateinischen,[5] mit Erika Schelb:) Cölestin Leutner: Geschichte des Klosters Wessobrunn mit Hinweisen auf die allgemeine und besondere Geschichte Baierns, Wessobrunn 2001, OCLC 76427114.
  - Cölestin Leutner: Geschichte des Klosters Wessobrunn mit Hinweisen auf die allgemeine und besondere Geschichte Baierns.  Eigenverl. Vereinigung Wessofontanum, Wessobrunn 2011, OCLC 812254807.